# Circuit de Motocròs de Catalunya
El Circuit de Motocròs de Catalunya és un circuit permanent de motocròs d'alt nivell situat a la partida de Montperler, dins el municipi de Bellpuig (Urgell), motiu pel qual se'l coneix també com a Circuit de Montperler o Circuit de Bellpuig. La qualitat de les seves instal·lacions fan que actualment sigui un dels circuits de referència internacional, havent estat seu de Grans Premis puntuables per al Campionat del Món de motocròs d'ençà de 1994, així com de tota mena de proves internacionals (entre les quals, una edició del Motocròs de les Nacions) i curses puntuables per als Campionats estatal i nacional de la disciplina.
La titularitat i gestió del circuit recau sobre el Consorci del Circuit de Motocròs de Catalunya, entitat creada amb la finalitat de «fer que Catalunya disposi d'un circuit permanent de motocròs de caràcter i d'interès nacional i internacional» i en la qual hi participen l'Ajuntament de Bellpuig, el Consell Català de l'Esport (ens dependent de la Secretaria General de l'Esport), la Diputació de Lleida, les 
Federacions catalanes d'Automobilisme i de Motociclisme i el Moto Club Segre.

## Situació
El Circuit de Catalunya està situat al bell mig de la comarca de l'Urgell, al costat mateix de l'Autovia A-2 que uneix Barcelona i Lleida. És a només 40 quilòmetres de Lleida i a uns 120 de Barcelona. Anant-hi des d'aquesta ciutat, la sortida més propera al circuit és la 498 (Bellpuig Nord), i si s'hi va des de Lleida cal agafar la Sortida 495. Els aeroports més propers són el de Barcelona i el de Reus, així com el d'Alguaire (en funcionament des del 5 de febrer de 2010). També s'hi pot arribar en tren, ja que Renfe disposa d'una parada al mateix Bellpuig.

## Característiques

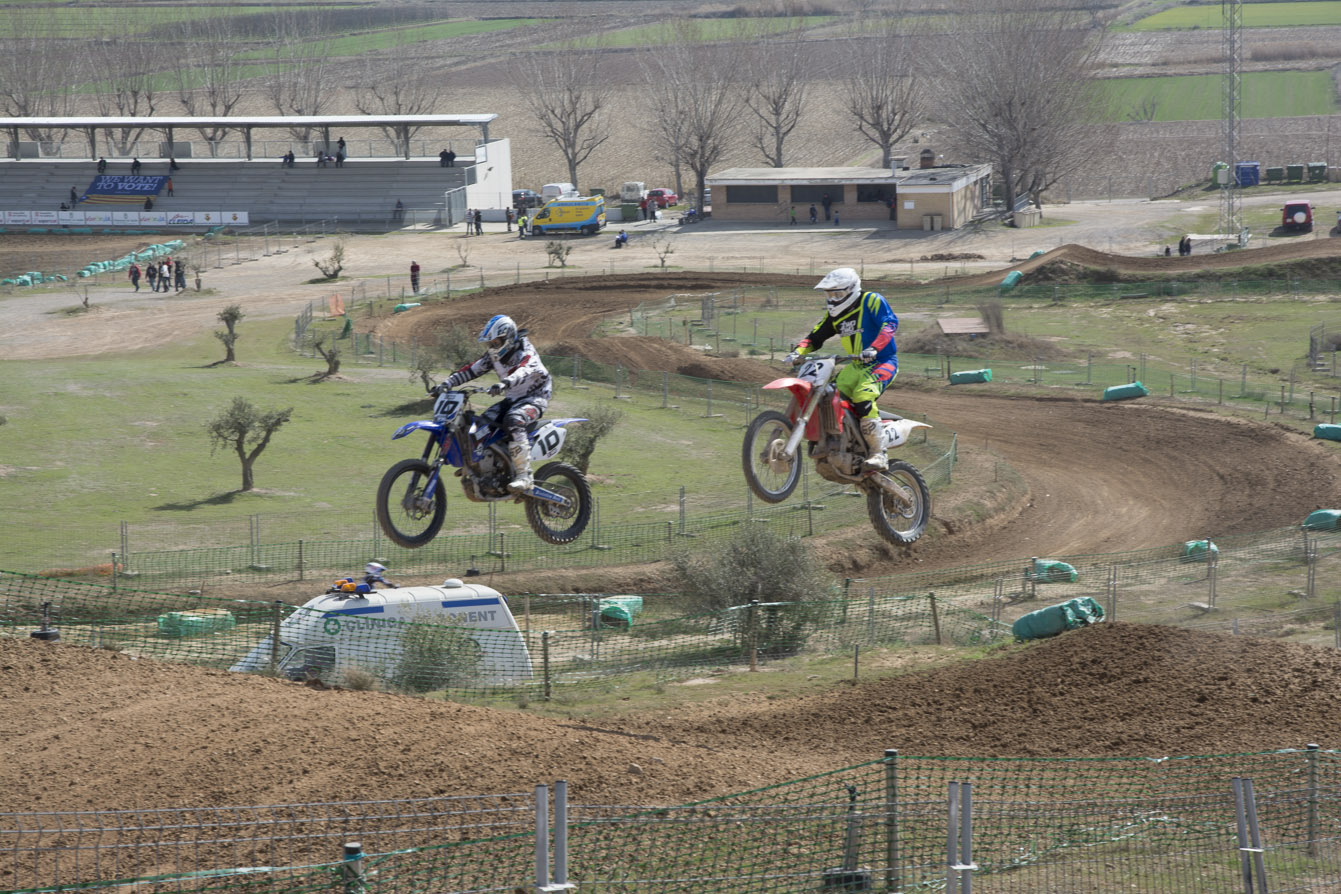
Dos pilots durant una cursa del Campionat de Catalunya, celebrada al circuit el 2014

La longitud total del circuit és de 1.546 metres (altres fonts n'informen 1.610 o 1.650), amb una amplada mitjana de 10 metres, una mínima de 8 -tal com recomana la normativa internacional- i una màxima de 40 a la recta de sortida. La pista és de terra i sorra (en terreny mixt, tirant a dur) i el seu traçat, molt tècnic i exigent, es desenvolupa en part en un turó, on hi ha les pujades i baixades fortes, i en part més avall, al pla. El circuit, que es recorre en el sentit de les busques del rellotge, és ideal per a motos de gran cilindrada i per a pilots de nivell alt. Té alguns altiplans assequibles, altres en què cal esforçar-s'hi una mica més i un altiplà d'uns 30 metres on cal donar molt de gas. Hi ha també una filera de "dubbies" a la part de baix.
Segons els experts, el circuit és força ràpid però té poques traçades bones que permetin córrer molt, per la qual cosa el fet de sortir davant i agafar l'única línia bona fa que el pilot tingui bastant guanyat. El traçat té molts salts, pujades i baixades, destacant-hi una pujada amb tres salts curts que és una de les senyes d'identitat de Montperler. Tot això fa que sigui un circuit molt exigent per al físic, perquè s'hi va molt ràpid, cal estar concentradíssim i hi ha molt sotracs, motiu pel qual la moto hi pateix també força. És un circuit on es guanyen els segons accelerant aviat a les sortides dels revolts -aprofitant les frenades- i a les rectes, més que no pas encertant en els salts.
Pel que fa a la visibilitat, és molt bona tant per al pilot des de gairebé qualsevol punt del circuit, ja que no hi ha arbres a l'interior, com per als espectadors, ja que des de qualsevol lloc és possible veure els pilots en un 70% del seu recorregut.

### Instal·lacions
El Circuit de Motocròs de Catalunya compta amb unes de les instal·lacions més modernes d'Europa. El complex de Montperler s'ha anat renovant i millorant amb la finalitat de disposar d'uns serveis polivalents per a la pràctica de tota classe d'activitats esportives i de motor, comptant entre d'altres amb aquests equipaments:
- Circuit de Motocròs Mundial (1.546 m)
- Circuit de Minicròs (600 m) per a la iniciació i l'aprenentatge d'aquest esport per a nens[1] d'entre 6 i 12 anys
- Paddock de 20.000 metres quadrats, equipat amb aigua i llum
- Rentadors de motos i camions
- Torre de control
- Sistema de reg computeritzat que garanteix l'homogeneïtat del terreny[2]

A més a més, hi ha el projecte d'adaptar-hi zones de trial i una d'especial per a enduro extrem. Pel que fa al públic, hi ha tota mena de facilitats:
- Grada coberta amb capacitat per a més de 600 persones (1.500, segons altres fonts[2]) i condicionada amb sales interiors per presentacions, exposicions i rodes de premsa
- Àmplia zona d'aparcament
- Àmplia zona comercial per a expositors i/o exhibicions
- Servei de bar durant les curses i entrenaments

El cap de setmana del Gran Premi hi ha una zona d'acampada i circuits infantils, així com activitats de lleure i programació de concerts.

### Serveis
El complex de Montperler permet practicar el motocròs durant tot l'any gràcies a l'ampli calendari de tandes d'entrenaments lliures programades, tant al circuit gran ("Mundial") com al de Minicròs, per a les quals hi ha previst un sistema d'abonaments que n'abarateix el cost. Durant aquestes tandes, els caps de setmana s'ofereixen els següents serveis:
- Responsable de pista
- Ambulància i servei mèdic
- Dutxes amb aigua calenta i WC
- Rentadors per les motos
- Servei de bar (begudes i entrepans)
- Zona d'aparcament

Hi ha prevista també la possibilitat de reservar la pista fora del programa d'entrenaments establert als caps setmana per a grups de 10 o més pilots, així com el lloguer de les seves infraestructures per part de grups, equips i empreses. A banda, el Circuit de Motocròs de Catalunya acull periòdicament cursos i entrenaments personalitzats d'expilots com ara el subcampió estatal de MX2, José Luís Martínez, així com de la Yamaha Academy Off-road del campió estatal de la mateixa categoria, Cristian Oliva.

## Història

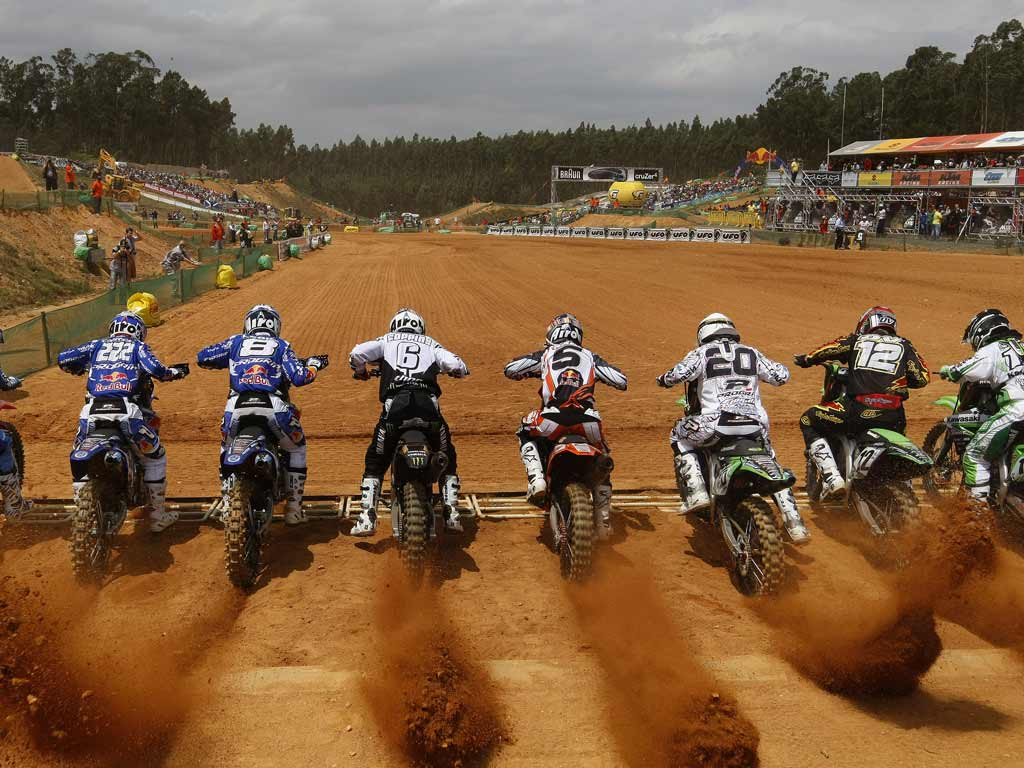
Sortida d'una cursa al Circuit de motocròs de Catalunya el febrer de 2013

El Circuit de Montperler inicià les seves activitats a finals de la dècada de 1980, quan prengué el relleu de l'històric Circuit del Cluet de Montgai (seu de les primeres proves internacionals del Moto Club Segre i escenari durant anys del Gran Premi d'Espanya de 125cc). El 1989 s'hi celebrà per primer cop una cursa puntuable per al Campionat d'Espanya i el 1993 acollí amb èxit una prova del Campionat d'Europa de 125cc. De cara al 1994 la FIM li concedí per primera vegada l'organització d'un Gran Premi puntuable per al mundial de la mateixa cilindrada, que s'anà repetint fins al 2000. A partir del 2001 la FIM imposà com a requisit per a mantenir la prova al calendari que s'hi disputessin les curses de totes tres categories (125, 250 i 500cc). Per tal d'assumir-ne els costos, la Secretaria General de l'Esport, l'Ajuntament de Bellpuig i la Diputació de Lleida hi invertiren més de 130 milions de pessetes (uns 781.000 euros al canvi), aconseguint així adaptar les instal·lacions a la nova realitat. Des d'aleshores i fins al 2003 el Circuit de Bellpuig passà a acollir el nou Gran Premi d'Espanya de 125, 250 i 500cc (tot i que aquest darrer any els 250cc es conegueren com a Motocross GP i els 500cc com a 650cc).
El 2002, a banda del Gran Premi el circuit acollí també la prova per equips de final de temporada, el Motocross des Nations, en una de les mànegues del qual el guanyador fou el català Javier García Vico. La temporada de 2004, després de l'entrada d'empreses promotores com ara Youthstream i Dorna al Mundial de Motocròs, l'especialitat va patir canvis de categories i també de format, i el Gran Premi d'Espanya celebrat a Bellpuig passà a acollir les noves categories de MX1 i MX2 (les considerades com a més importants), mantenint-se l'èxit de l'etapa anterior.
El 2006, la tasca del Moto Club Segre fou guardonada: El GP d'Espanya rebé el premi de millor prova de l'any per la seva gestió i desenvolupament. El novembre del 2008, el circuit de Bellpuig arribà a un acord amb el de Montmeló per tal d'unir esforços. Isidre Esteve i Ramon Praderas, com a directors generals de les respectives instal·lacions, signaren l'acord en un acte oficial amb presència d'Anna Pruna, aleshores secretària general de l'Esport de la Generalitat de Catalunya. Els objectius de l'acord eren donar a conèixer al públic les diferents ofertes promocionals i activitats que es fan durant l'any a tots dos traçats.
A partir del 2009 la denominació del Gran Premi canvià ja oficialment a la de Gran Premi de Catalunya de Motocròs, nom amb el qual es mantingué fins al 2010 com una de les proves clau del calendari. La primera edició d'aquest Gran Premi comptà amb l'assistència de 8.000 espectadors i incorporà com a novetat la categoria femenina (Women). Encara que el Gran Premi de Catalunya tenia assegurada la continuïtat any rere any, les edicions previstes per a les temporades de 2011 i 2012 hagueren de ser suspeses a causa de la crisi econòmica (el comunicat oficial emès pel Consorci del Circuit de Motocròs de Catalunya, del qual forma part la Secretaria General de l'Esport de la Generalitat de Catalunya, adduïa com a principals causes de la cancel·lació la crisi econòmica global, les restriccions pressupostàries i el delicat moment de l'economia catalana).

### El tancament del 2025
El 8 de maig del 2025 es va fer públic que la Generalitat, accionista majoritària del consorci, havia tancat el circuit unilateralment adduint manca de permisos i la necessitat d'un canvi en el model de gestió. Tot i no avançar-ne cap data de reobertura, es va anunciar la voluntat de fer-ho en un futur.

### Esdeveniments internacionals
Els principals esdeveniments internacionals que ha acollit el Circuit de Catalunya són aquests:
| Esdeveniment                     | Data usual    | De   | A    | Edicions |
| -------------------------------- | ------------- | ---- | ---- | -------- |
| Premi d'Europa de 125cc          | ?             | 1993 | 1993 | 1        |
| GP d'Espanya de 125cc            | Cap a l'abril | 1994 | 1999 | 6        |
| GP d'Espanya de 125, 250 i 500cc | Cap al març   | 2000 | 2003 | 4        |
| Motocròs de les Nacions          | 20 d'octubre  | 2002 | 2002 | 1        |
| GP d'Espanya de MX1 i MX2        | Cap a l'abril | 2004 | 2008 | 5        |
| GP de Catalunya de Motocròs      | Al maig       | 2009 | 2010 | 2        |
| Total                            |               |      |      | 19       |